# ناحیه آمبوومبه
ناحیه آمبوومبه (انگلیسی: Ambovombe District) یک منطقهٔ مسکونی در ماداگاسکار است که در آندروی واقع شده‌است.